# Teresa Worowska
Teresa Worowska (ur. 1954 w Warszawie) – polska hungarystka i tłumaczka z języka węgierskiego.

## Życiorys
Absolwentka filologii węgierskiej na Uniwersytecie Warszawskim. W 2003 na Uniwersytecie Warszawskim w Katedrze Hungarystyki uzyskała stopień doktora literaturoznawstwa na podstawie pracy doktorskiej pt. Historyczno-literackie i teoretyczne aspekty przekładu wiersza węgierskiego na język polski napisanej pod kierunkiem prof. Andrzeja Sieroszewskiego. 
Autorka licznych przekładów wierszy i opowiadań dawniejszych i współczesnych pisarzy węgierskich, m.in. Sándora Máraiego, Petera Esterházy’ego, Gyuli Krúdyego, Ágnes Nemes Nagy, Dezső Kosztolányiego, Bálinta Balassiego, Evy Toldi, Ferenca Kontry, Imre Orávcza, Györgya Dragomána.
Przekłady publikowała, m.in. czasopismach „Literatura na Świecie”, „Akcent”, „Zeszyty Literackie”. Brała udział w pracach nad antologiami węgierskich autorów (wiersze Ágnes Nemes Nagy, nowele Zsigmonda Móricza). Przełożyła kilka tomów prozy Sándora Máraiego: Wyznania patrycjusza (2002), Dziennik (2005), Ziemia! Ziemia! (2005), Sindbad powraca do domu (2008), Zbuntowani (2009), Zazdrośni (2010), Obcy (2012), Znieważeni (2012), Maruderzy (2013), oraz Pétera Esterházyego Harmonia caelestis (2007), a także tom nowel Dezső Kosztolányiego Dom kłamczuchów (2019) i pięciotomowy wybór z Dziennika Sándora Máraiego (2016–2020).
Od 1977 mieszka na Węgrzech.

## Nagrody i wyróżnienia
- Szabla Balassiego - węgierska nagroda za przekłady poezji Bálinta Balassiego (2003)[1]
- Nagroda „Literatury na Świecie” za przekład „Dzienników” Sándora Máraiego (2004)
- Nagroda im. Pawła Hertza przyznana przez „Zeszyty Literackie” (2006)
- Nagroda Polskiego PEN Clubu za przekład z literatury obcej na język polski (2006)
- Literacka Nagroda Europy Środkowej „Angelus” za przekład powieści Harmonia cælestis Pétera Esterházyego (2008)
- Wielka Nagroda dla Tłumaczy Literackich im. Balinta Balassiego (Węgry, 2019)[3]
- Nagroda literacka Stowarzyszenia Autorów ZAiKS za przekład na język polski (2021)
- Odznaka honorowa „Zasłużony dla Kultury Polskiej” (2022)[4][5]
- Krzyż Kawalerski Orderu Węgierskiego Zasługi (Węgry, 2022)[6]

Źródło:.